# Zákopčie
Zákopčie és un poble i municipi d'Eslovàquia que es troba a la regió de Žilina, al centre-nord del país. El 2017 tenia 1.761 habitants.

## Demografia
| Godina             | 1994 | 2004   | 2014   | 2024   |
| ------------------ | ---- | ------ | ------ | ------ |
| Nombre de persones | 1726 | 1830   | 1797   | 1683   |
| Diferència         |      | +6,02% | −1,80% | −6,34% |

| Godina             | 2023 | 2024   |
| ------------------ | ---- | ------ |
| Nombre de persones | 1692 | 1683   |
| Diferència         |      | −0,53% |